# Thomas Cornish
Thomas Cornish (Sídney, 15 de febrero de 2000) es un deportista australiano que compite en ciclismo en la modalidad de pista.
Ganó cinco medallas en el Campeonato Mundial de Ciclismo en Pista entre los años 2020 y 2024, en la prueba de velocidad por equipos.

## Medallero internacional
| Campeonato Mundial | Campeonato Mundial      | Campeonato Mundial | Campeonato Mundial    |
| Año                | Lugar                   | Medalla            | Competición           |
| ------------------ | ----------------------- | ------------------ | --------------------- |
| 2020               | Berlín (Alemania)       | Medalla de bronce  | Velocidad por equipos |
| 2022               | Saint-Quentin (Francia) | Medalla de oro     | Velocidad por equipos |
| 2023               | Glasgow (Reino Unido)   | Medalla de plata   | Velocidad por equipos |
| 2023               | Glasgow (Reino Unido)   | Medalla de bronce  | 1 km contrarreloj     |
| 2024               | Ballerup (Dinamarca)    | Medalla de plata   | Velocidad por equipos |

1. 1 2  Compitió en la ronda de clasificación.